# Ritter (Mondkrater)
Ritter ist ein Einschlagkrater auf dem Erdmond nahe dem südwestlichen Rand des Mare Tranquillitatis. Er bildet mit dem südöstlich gelegenen Krater Sabine ein Kraterpaar. Die Ränder der beiden Krater werden nur durch ein enges Tal mit wenigen Kilometern Breite getrennt. Ritter ist annähernd kreisförmig, zeigt aber einen unregelmäßigen äußeren Rand. Die Innenwände sind in Richtung Kraterboden abgerutscht. Im Kraterinneren erheben sich mehrere niedrige Hügelketten. Der Krater ist nach dem Geographen Carl Ritter sowie dem Astrophysiker August Ritter benannt.
Im Nordwesten liegt der Krater Dionysius und nordnordöstlich kann man die Krater Arago und Manners erkennen.
Nordwestlich des Kraters Ritter liegt ein in nordwestlicher Richtung verlaufendes System paralleler Rillen, die nach dem Krater als Rimae Ritter bezeichnet werden.
| Buchstabe | Position          | Durchmesser | Link |
| --------- | ----------------- | ----------- | ---- |
| B         | 3,23° N, 18,92° O | 14 km       |      |
| C         | 2,72° N, 18,85° O | 13 km       |      |
| D         | 3,64° N, 18,74° O | 7 km        |      |